# Imagine generată de computer

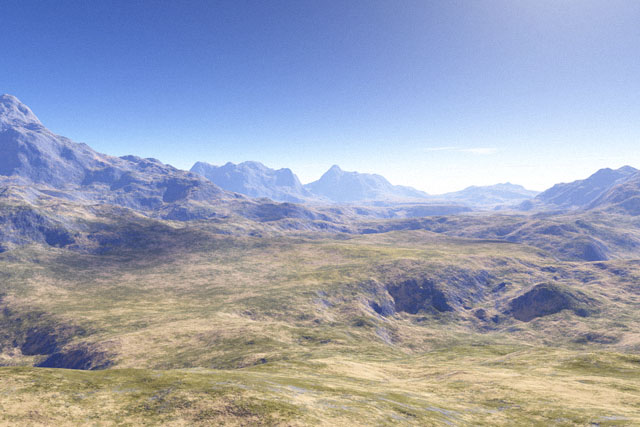
Peisaj fractal (imagine computerizată)

Imagine generată de computer (în engleză computer generated imagery; abreviat CGI) constă în aplicarea graficii computerizate pentru a crea sau a contribui la producerea de imagini vizuale în artă, presă scrisă, jocuri video, filme, programe de televiziune, reclame, videoclipuri și simulatoare. Scenele vizuale pot fi dinamice sau statice, și pot fi bi-dimensionale (2D), deși termenul „CGI” este cel mai frecvent folosit pentru a desemna grafica 3D, folosită pentru a crea scene sau efecte speciale în filme și televiziune. Ele pot fi, de asemenea, folosite de un utilizator local și editate împreunând diverse programe, cum ar fi Windows Movie Maker sau iMovie. 
Disponibilitatea de software-uri CGI, precum și mărirea vitezelor de calculator a permis artiștilor individuali și micilor companii să producă filme profesionale de calitate, jocuri și arte plastice cu ajutorul computerelor personale. Acest lucru a dus la apariția unei subculturi internaute cu propriul set de celebrități la nivel mondial, clișee și vocabular tehnic. Evoluția CGI a dus la apariția cinematografiei virtuale în anii 1990, în care execuțiile camerei simulative nu au limită în legile fizicii.

## Legături externe
- A Critical History of Computer Graphics and Animation Arhivat în 1 septembrie 2006, la Wayback Machine. – a course page at Ohio State University that includes all the course materials and extensive supplementary materials (videos, articles, links).
- CG101: A Computer Graphics Industry Reference ISBN# 073570046X  Unique and personal histories of early computer graphics production, plus a comprehensive foundation of the industry for all reading levels.
- F/X Gods, by Anne Thompson, Wired, February 2005.
- “History Gets A Computer Graphics Make-Over” Tayfun King, Click, BBC World News (2004-11-19)
- NIH Visible Human Gallery